# Reserva (marca)
Reserva é uma marca de alta moda e streetwear brasileira, criada em 2004 no Rio de Janeiro, pelos sócios e amigos de infância Rony Meisler e Rafinha.

## História

### Inicio
A história da Reserva começa em 2006, os amigos de infância Rony Meisler, engenheiro de produção, e Fernando Sigal, publicitário, estavam na academia de ginástica quando perceberam que na mesma sala cinco homens vestiam exatamente o mesmo modelo de bermuda. Mesmo não tendo nenhuma relação ou interesse específico em moda, o tino empreendedor levou ambos a testarem a demanda do mercado de moda masculina. Desenvolveram um modelo de bermuda “Be yourself but not always the same” e algumas t-shirts e venderam todas as peças entre amigos na praia. Ainda sem muitas pretensões, fizeram uma coleção com mais itens e resolveram fazer uma festa de lançamento da marca que ainda não tinha nome. Com o estoque liquidado na mesma noite, os jovens sócios decidiram seguir com o projeto paralelo aos seus empregos. Logo, o nome Reserva surgiria: uma homenagem à praia preferida do pessoal e aos primeiros passos da marca. No ano seguinte, largam seus empregos e instalam-se num pequeno ateliê na Gávea e iniciaram a venda para o atacado.

### Crescimento
Em 2008, estreia no SPFW atrelada aos planos de expansão em São Paulo, onde abre as primeiras lojas nos shoppings Iguatemi e Market Place. No ano seguinte, a empresa começa a se estruturar como grupo com o lançamento da marca infantil Reserva Mini. 
Em 2011 a família aumenta com a chegada de novos sócios – Jayme Nigri e José Alberto Silva, Luis Roberto Pinto e Luciano Huck – e com o aumento do portfólio de produtos. O Grupo lança as marcas Huck e Eva, versão feminina da Reserva que chegou ao atacado na temporada inverno 2012.
No final de 2013, a Use Huck, até então uma label de venda online, ganhou seu primeiro quiosque no Norte Shopping, enquanto a Eva inaugurou duas lojas (em Ipanema e no Rio Design Barra) e a Reserva Mini passou a ser vendida também nas lojas Reserva, ampliando sua grade com o lançamento da linha “Pra Bebê”. 
Em 2017, Luciano Huck deixa de ser sócio da empresa.